# Lijst van alumni en medewerkers van de Universiteit van Amsterdam
Deze lijst van alumni en medewerkers van de Universiteit van Amsterdam geeft een overzicht van huidige en voormalige medewerkers en studenten van de Universiteit van Amsterdam met een artikel op Wikipedia.
Zie ook: Lijst van rectores magnifici van de Universiteit van Amsterdam.

## A
- Hans Abbing
- Ilse Aben
- Nanci Adler
- Leo Adriaenssen
- Ed Anker
- Hans Ankum
- Khadija Arib

## B
- Bob Baardman
- Anne Baker
- Bert Balk
- Barlaeus
- Thierry Baudet
- Henk Beentje
- Johan van Benthem
- Ybeltje Berckmoes-Duindam
- Govaert van den Bergh
- Herman van den Bergh
- Leonard Besselink
- Johannes Martin Bijvoet
- Dick Blok
- Nel Boer-den Hoed
- Saar Boerlage
- Beppie van den Bogaerde
- Frits Bolkestein
- Harry van Bommel
- Klaas Bond
- Guus Borger
- Antoine Braet
- Luitzen Egbertus Jan Brouwer
- Alice Brunner
- Simon Burgers

## C
- Charlotte Caspers
- Jonas Castelijns
- Thijs Chanowski
- Miranda Cheng
- Joceline Clemencia
- Moises Frumencio da Costa Gomez
- Paul Croes
- Ferd Crone

## D
- Ien Dales
- Hans Daudt
- Wim Deetman
- Iet van Dijk
- Jasper van Dijk
- Robbert Dijkgraaf
- Adriaan van Dis
- Willem Marius Docters van Leeuwen
- Beau van Erven Dorens
- Anton Dreesmann
- Eugène Dubois
- Bert Duijker
- Wim Duisenberg
- Dick van Dulst
- Wijnand Duyvendak

## E
- Frans van Eemeren
- Norbert Elias
- Vanessa Evers
- Peter van Emde Boas

## F
- Meindert Fennema
- Giep Franzen
- Bets Frijling-Schreuder
- Henri Frankfort

## G
- Marieke de Goede
- Nataliya Golofastova
- Carel Goseling
- Elisabeth Gottschalk
- Joop Goudsblom
- Anne de Graaf
- Henriette Groenewegen-Frankfort
- Adriaan de Groot
- Ed Groot
- Hans Gruijters
- Elsbeth Gruteke

## H
- Cees Hamelink
- Emilie Haspels
- Derkje Hazewinkel-Suringa
- Anna Petronella van Heerden
- Arnold Heertje
- Chris van der Heijden
- Hein-Anton van der Heijden
- Paul van der Heijden
- Willem Heinemeijer
- Willem Frederik Hermans
- Martijn Hesselink
- Ed van den Heuvel
- Martin van den Heuvel
- Anton Hildebrand
- Henk Hille
- Johannes van der Hoeven
- Carla Hollak
- Ferry Hoogendijk
- Hans Hoogervorst
- Ingrid Hoogervorst
- Duco Hoogland
- Isabel Hoving
- Joop Hueting
- Margaretha Hundt

## I
- Vincent Icke

## J
- Peyman Jafari
- Jef de Jager
- Hans Janmaat
- Atte Jongstra
- Astrid Joosten

## K
- Louise Kaiser
- Antonie Kamerling
- Maarten Kamermans
- Ab van Kammen
- Mona Keijzer
- Michiel van Kempen
- James Kennedy
- Emmy Kerkhoff
- Louise Kerling, fytopatholoog
- Jan Ketelaar
- Jacob Kistemaker
- Fred Kistenkas
- Jan Klabbers
- Ina Kok
- Peter Koch
- Armin Konket
- Diederik Johannes Korteweg
- Louise Korthals
- Marloes Krijnen
- André Kuipers

## L
- Koos Landwehr
- Pepijn Lanen
- Titia de Lange
- Boeli van Leeuwen
- Paul Eduard Lepoeter
- David de Levita
- Selma Leydesdorff
- Willem Johannes Leyds
- Liesbeth Lijnzaad
- Pieter Litjens
- Joris Luyendijk

## M
- Marit Maij
- Hanja Maij-Weggen
- Chantal Mak
- Geert Mak
- Geertje Mak
- Toon Mans
- Peter Jan Margry
- Friso Meeter
- Alman Metten
- Arnold Merkies
- Sarah Meuleman
- Gerard Mom

## N
- Yvette Nagel
- Ivo Niehe
- Leonie van Nierop (historica)
- Matthijs van Nieuwkerk
- André Nollkaemper

## O
- Reinout Oerlemans
- Margriet Oostveen
- Rob Oudkerk

## P
- Bert Paasman
- Juda Lion Palache
- Connie Palmen
- Anton Pannekoek
- Niek Pas
- Jan Peter Pellemans
- Jan Pen
- Bram Peper
- Elsa Pereira-d’Oliveira
- William Richard Piternella
- Ronald Plasterk
- Rick van der Ploeg
- Maarten van Poelgeest
- Jacques Polak
- Nina Polak
- Nicolaas Wilhelmus Posthumus
- Jan Pronk

## Q
- Hendrik Marius Quanjer

## R
- Ronald van Raak
- Anil Ramdas
- Albert Rijksbaron
- Jan Ritzema Bos
- Richard Allen Rogers
- Madzy Rood-de Boer
- Piet de Rooy

## S
- Hannie Schaft
- Paul Scheffer
- Hein Schermers
- Annefleur Schipper
- Jowi Schmitz
- Marceline Schopman
- Hannelore Schröder
- Selma Sevenhuijsen
- J. Slauerhoff
- Maria van der Sluijs-Plantz
- Jennifer Smit
- Gisela Söhnlein
- Karin Spaink
- Marijke Spies
- Rinus Spoor
- Frits Staal
- Arend Steenbergen
- Yoram Stein
- Willem Stemmer
- Mirjam Sterk
- Theodoor Jan Stomps
- Marie Stoppelman
- Siep Stuurman
- Abram de Swaan
- Cornelis Jacobus Swierstra

## T
- Humberto Tan
- Ed van Thijn
- Jan Thijssen
- Jennifer Tosch
- Maarten van Traa

## U
- Gunay Uslu
- Joop den Uyl
- Rosa Uylenburg
- Jerfi Uzman

## V
- Annelies Verbon
- Ernst Verduin
- Koos Verhoeff
- Heikelien Verrijn Stuart
- Simon Vestdijk
- Mien Visser
- Michael van der Vlis
- Russell Voges
- Mei Li Vos
- J.J. Voskuil
- Gerardus Vossius
- Willem Vrakking
- Cora Vreede-de Stuers
- Bart Vriends
- Jouke de Vries

## W
- François de Waal
- Johannes Diderik van der Waals
- Mieke van der Weij
- Anne-Ruth Wertheim
- Steven van Weyenberg
- Joop Wijn
- Onno Wijnands
- David Wijnkoop
- Joseph Wijnkoop
- Dick Willems
- Willem Wilmink
- Mabel Wisse Smit
- Hendrik de Wit
- Martinus Willem Woerdeman
- Julia Wolff
- Julius Wolff
- Dirk Wolthekker
- Femke Wolting

## Y
- Loes Ypma

## Z
- Rudolf van Zantwijk, antropoloog
- Pieter Zeeman
- Frits Zernike
- Erik Zevenhuizen